# Juris Silovs
Juris Silovs ( рус. Юрий Викентьевич Силов), född 30 augusti 1950 i Krāslava, Lettland, död 28 september 2018, var en sovjetisk friidrottare inom kortdistanslöpning.
Han tog OS-silver på 4 x 100 meter vid friidrottstävlingarna 1972 i München.